# Сперматоцит
Сперматоцит — мужской гаметоцит. В процессе сперматогенеза появляется из сперматогоний путём мейотического деления. Процесс происходит в семенных канальцах тестикул.

## Изображения

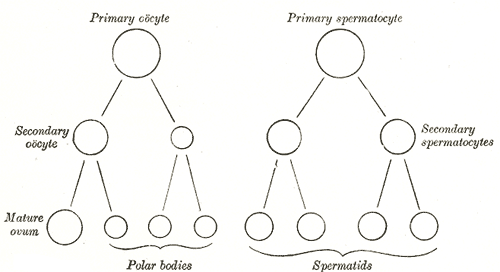
Аналогия между процессом образования яйцеклетки и сперматиды
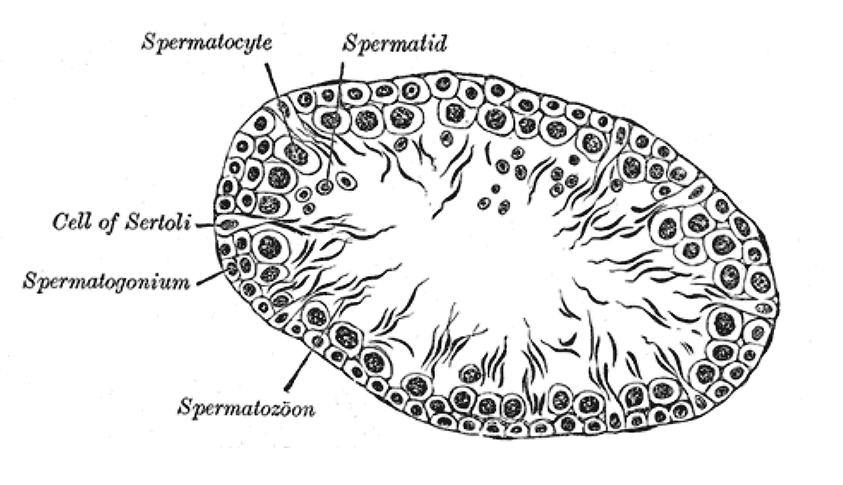
Поперечное сечение семенного канальца крысы (x250)